# Filientomon lubricum
Filientomon lubricum är en urinsektsart som först beskrevs av Imadaté 1956.  Filientomon lubricum ingår i släktet Filientomon och familjen lönntrevfotingar. Inga underarter finns listade i Catalogue of Life.